# Chambre de commerce et d'industrie de région Grand-Est

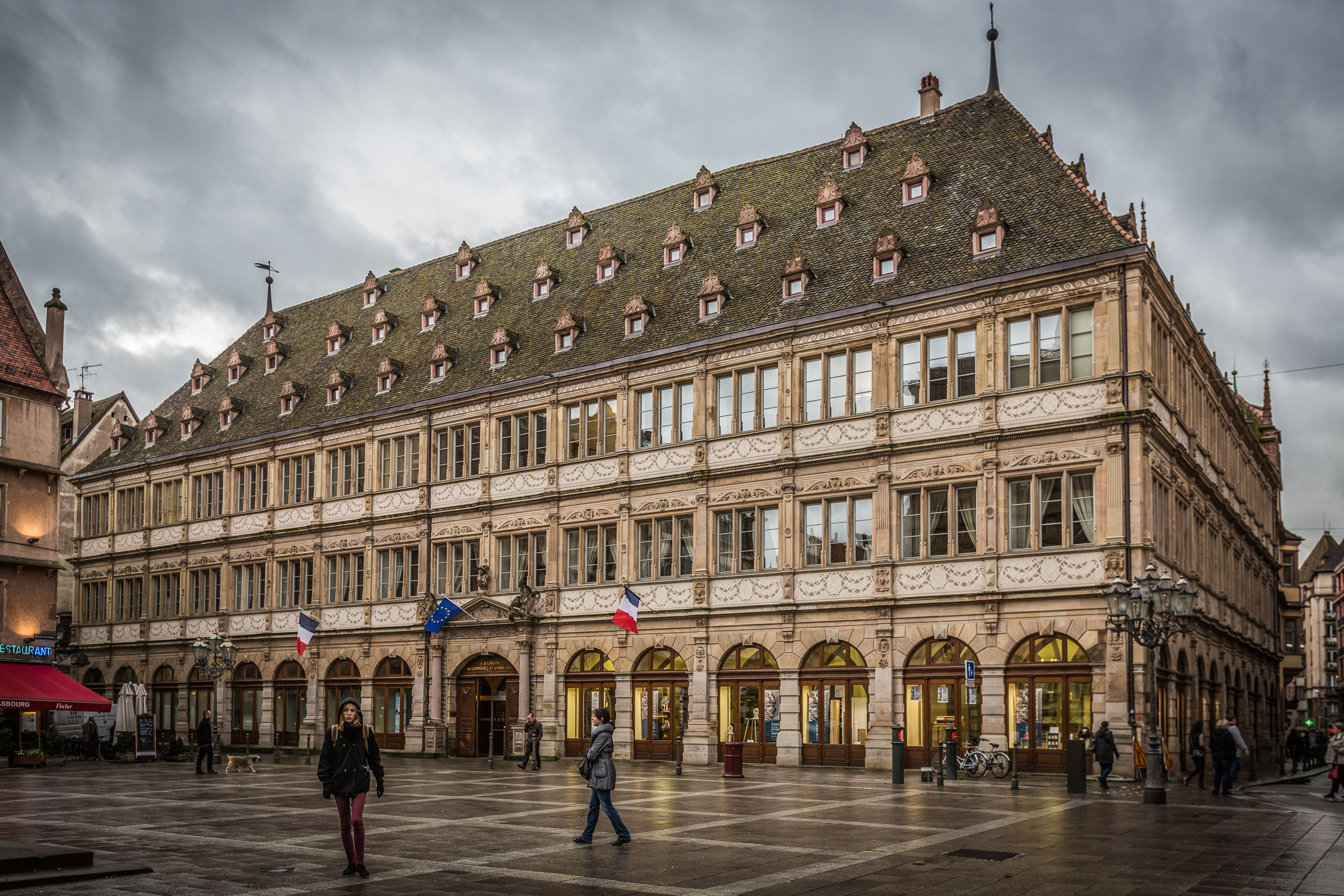
Siège de la chambre de commerce et d'industrie de région Grand-Est à Strasbourg.

La chambre de commerce et d'industrie de région Grand-Est a son siège à Strasbourg au 10, place Gutenberg.
À ce titre, elle mutualise et coordonne les efforts des CCI de la région.
Comme toutes les CCIR, elle est placée sous la tutelle du préfet de région représentant le ministère de l'Économie et des Finances.

## CCI en faisant partie
- chambre de commerce et d'industrie des Ardennes
- chambre de commerce et d'industrie de Troyes et de l'Aube
- chambre de commerce et d'industrie Moselle Métropole Metz
- chambre de commerce et d'industrie Meuse-Haute-Marne
- chambre de commerce et d’industrie Marne en Champagne
- chambre de commerce et d'industrie Grand Nancy Métropole Meurthe-et-Moselle
- chambre de commerce et d'industrie des Vosges
- chambre de commerce et d'industrie Alsace Eurométropole